# PokerStars Championship

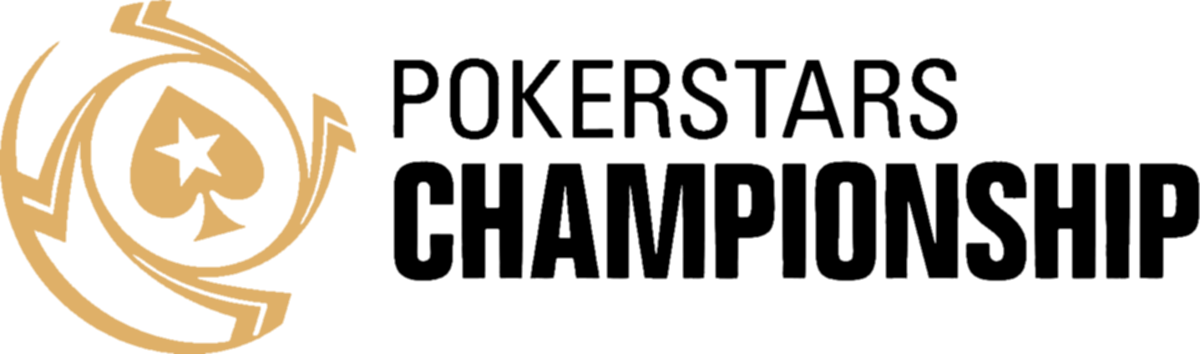
Logo der PokerStars Championship

Die PokerStars Championship, kurz PSC, war eine Pokerturnierserie, die von PokerStars veranstaltet wurde. Sie wurde 2017 an sieben Standorten rund um die Welt ausgespielt und gehörte in diesem Jahr neben der World Series of Poker und World Poker Tour zu den wichtigsten Pokerveranstaltungen.

## Geschichte
Im August 2016 wurde angekündigt, dass die seit 2004 ausgetragene European Poker Tour nach der EPT Prag im Dezember 2016 eingestellt wird und durch die PokerStars Championship ersetzt wird. Zudem wird seit November 2016 zusätzlich das PokerStars Festival ausgespielt. Mitte Dezember 2017 wurde bekanntgegeben, dass die Hauptturnierserie von PokerStars ab 2018 wieder unter dem Namen European Poker Tour gespielt wird.
Das Main Event der PSC wurde auf YouTube und Twitch in mehreren Sprachen per Livestream kostenlos übertragen. Der deutsche Stream wurde von Jens Knossalla und Martin Pott mit wechselnden Gästen wie Felix Schneiders und Benjamin Rolle kommentiert.

## Eventübersicht

### Main Events
Die nachfolgende Tabelle listet alle Main Events sowie deren Gewinner auf. Zum besseren Vergleich ist die Siegprämie immer in US-Dollar umgerechnet.
| Beginn        | Stadt           | Buy-in      | Teilnehmer | Sieger              | Herkunft           | Preisgeld (in $) | Quelle |
| ------------- | --------------- | ----------- | ---------- | ------------------- | ------------------ | ---------------- | ------ |
| 8. Jan. 2017  | Paradise Island | 00.5000 $   | 0738       | Christian Harder    | Vereinigte Staaten | 0.429.664        |        |
| 14. März 2017 | Panama-Stadt    | 00.5300 $   | 0366       | Kenneth Smaron      | Vereinigte Staaten | 0.293.860        |        |
| 3. Apr. 2017  | Macau           | 042.400 HK$ | 0536       | Elliot Smith        | Kanada             | 0.370.246        |        |
| 29. Apr. 2017 | Monte-Carlo     | 00.5300 €   | 0727       | Raffaele Sorrentino | Italien            | 0.508.281        |        |
| 25. Mai 2017  | Sotschi         | 318.000 ₽   | 0387       | Pawel Schirschikow  | Russland           | 0.515.774        |        |
| 21. Aug. 2017 | Barcelona       | 00.5300 €   | 1682       | Sebastian Sörensson | Schweden           | 1.160.285        |        |
| 12. Dez. 2017 | Prag            | 00.5300 €   | 0855       | Kalidou Sow         | Frankreich         | 0.795.456        |        |

### High Roller
Die nachfolgende Tabelle listet alle High-Roller-Events sowie deren Gewinner auf. Zum besseren Vergleich ist die Siegprämie immer in US-Dollar umgerechnet.
| Beginn        | Stadt           | Buy-in      | Teilnehmer | Sieger           | Herkunft           | Preisgeld (in $) | Quelle |
| ------------- | --------------- | ----------- | ---------- | ---------------- | ------------------ | ---------------- | ------ |
| 12. Jan. 2017 | Paradise Island | 025.750 $   | 121        | Lucas Greenwood  | Kanada             | 0.779.268        |        |
| 18. März 2017 | Panama-Stadt    | 010.300 $   | 084        | Steve O’Dwyer    | Vereinigte Staaten | 0.240.451        |        |
| 7. Apr. 2017  | Macau           | 103.000 HK$ | 180        | Sosia Jiang      | Neuseeland         | 0.498.073        |        |
| 3. Mai 2017   | Monte-Carlo     | 025.750 €   | 187        | Julian Stuer     | Deutschland        | 1.107.522        |        |
| 29. Mai 2017  | Sotschi         | 618.000 ₽   | 007        | Maxim Pissarenko | Russland           | 0.046.840        |        |
| 25. Aug. 2017 | Barcelona       | 010.300 €   | 557        | Ronny Kaiser     | Schweiz            | 0.867.297        |        |
| 16. Dez. 2017 | Prag            | 010.000 €   | 256        | Daniel Tang      | Hongkong           | 0.448.732        |        |

### Super High Roller
Die nachfolgende Tabelle listet alle Super-High-Roller-Events sowie deren Gewinner auf. In Sotschi wurde mangels Interesse kein Super High Roller ausgespielt. Zum besseren Vergleich ist die Siegprämie immer in US-Dollar umgerechnet.
| Beginn        | Stadt           | Buy-in      | Teilnehmer | Sieger        | Herkunft           | Preisgeld (in $) | Quelle |
| ------------- | --------------- | ----------- | ---------- | ------------- | ------------------ | ---------------- | ------ |
| 6. Jan. 2017  | Paradise Island | 100.000 $   | 41         | Jason Koon    | Vereinigte Staaten | 1.650.300        |        |
| 11. März 2017 | Panama-Stadt    | 050.000 $   | 27         | Ben Tollerene | Vereinigte Staaten | 0.538.715        |        |
| 1. Apr. 2017  | Macau           | 400.000 HK$ | 88         | Steve O’Dwyer | Vereinigte Staaten | 1.088.783        |        |
| 27. Apr. 2017 | Monte-Carlo     | 100.000 €   | 61         | Bryn Kenney   | Vereinigte Staaten | 1.946.911        |        |
| 19. Aug. 2017 | Barcelona       | 050.000 €   | 86         | Igor Kurganow | Russland           | 1.273.165        |        |
| 10. Dez. 2017 | Prag            | 050.000 €   | 34         | Timothy Adams | Kanada             | 0.652.527        |        |

## All Time Money List

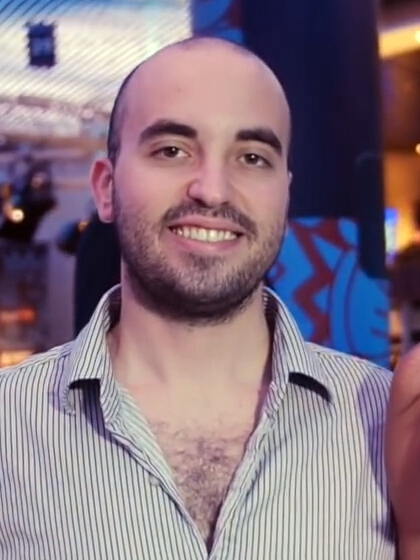
Bryn Kenney (2015)

Die folgenden Spieler gewannen bei Events der PokerStars Championship das meiste Preisgeld:
| Platz | Spieler             | Herkunft               | Preisgeld (in $) |
| ----- | ------------------- | ---------------------- | ---------------- |
| 1     | Bryn Kenney         | Vereinigte Staaten     | 4.507.305        |
| 2     | Daniel Dvoress      | Kanada                 | 3.007.629        |
| 3     | Steve O’Dwyer       | Vereinigte Staaten     | 2.482.748        |
| 4     | Stephen Chidwick    | Vereinigtes Konigreich | 2.048.058        |
| 5     | Nick Petrangelo     | Vereinigte Staaten     | 1.921.956        |
| 6     | Igor Kurganow       | Russland               | 1.878.283        |
| 7     | Adrián Mateos       | Spanien                | 1.847.967        |
| 8     | Jason Koon          | Vereinigte Staaten     | 1.662.780        |
| 9     | Timothy Adams       | Kanada                 | 1.607.693        |
| 10    | Raffaele Sorrentino | Italien                | 1.522.556        |